# Kernkraftwerk Philippsburg
Das stillgelegte Kernkraftwerk Philippsburg (KKP) befindet sich in der Stadt Philippsburg im Landkreis Karlsruhe, Baden-Württemberg. Karlsruhe liegt 25 km südlich, Heidelberg 26 km nordöstlich, Mannheim 28 km nördlich und Landau 25 km westlich (alle Angaben Luftlinie). Seit dem 31. Dezember 2019 ist es planmäßig nach dem Atomgesetz vollständig abgeschaltet. Seit 2017 wird Block 1 und seit 2020 Block 2 zurückgebaut.

## Geschichte der Anlage

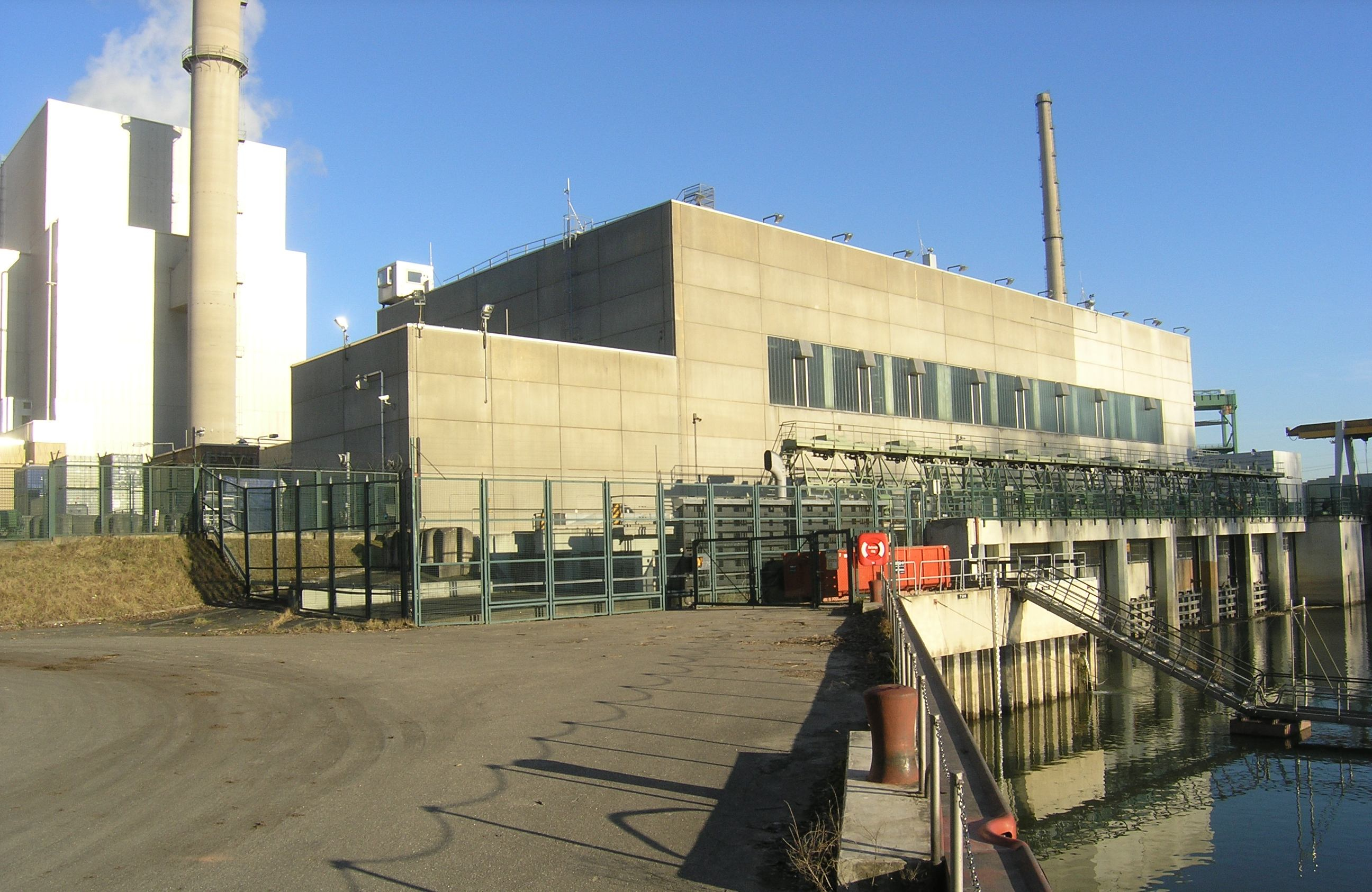
Das Kühlwassereinlaufbauwerk

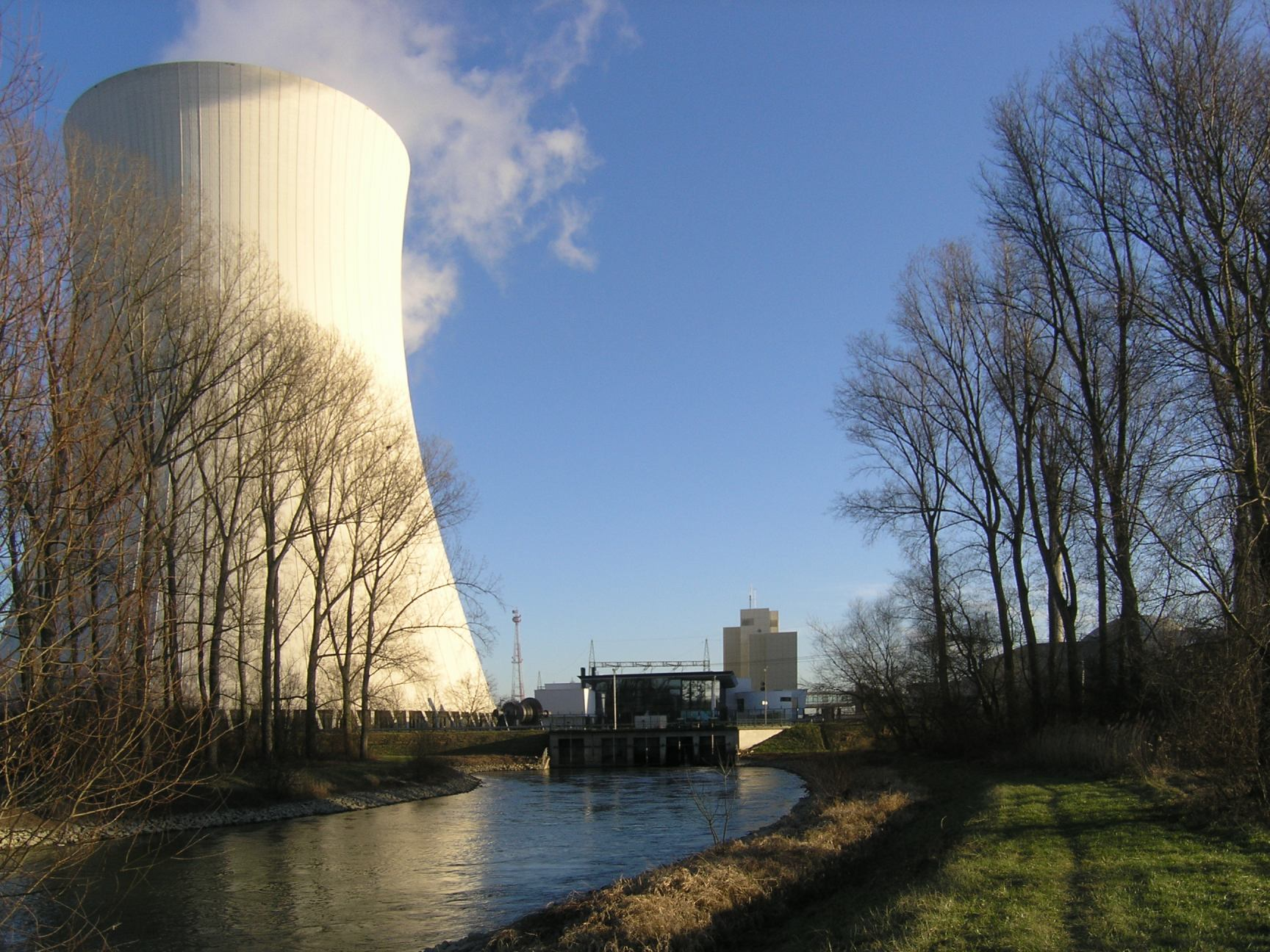
Der Kühlwasserablauf

Im Jahre 1969 plante die damalige Kernkraftwerk-Baden-Württemberg-Planungsgesellschaft mbH (KBWP) den Bau von vier baugleichen Siedewasser-Reaktorblöcken der Baulinie 69 auf der Gemarkung der benachbarten Gemeinde Oberhausen-Rheinhausen. Nachdem diese Pläne dort abgelehnt wurden, entschloss man sich, das Kraftwerk auf der Rheinschanzinsel der Gemeinde Philippsburg zu errichten. 1971 ging aus der KBWP die Kernkraftwerk Philippsburg GmbH (KKP) hervor. Die Planungen wurden danach überarbeitet, man reduzierte die Zahl der Blöcke von vier auf zwei. 1977 wurde beschlossen, Block 2 als Druckwasserreaktor zu errichten.
Der Bau des ersten Blocks (KKP 1), eines Siedewasserreaktors, wurde 1970 begonnen. Er ging am 7. Mai 1979 ans Netz. Er war nahezu baugleich mit den drei anderen deutschen Siedewasserreaktoren der Baulinie 69 (nämlich dem Kernkraftwerk Krümmel, dem Kernkraftwerk Brunsbüttel (beide in Schleswig-Holstein) und dem Block 1 des Kernkraftwerks Isar) sowie dem Kernkraftwerk Zwentendorf (Österreich), das nach einem Volksentscheid nicht in Betrieb ging.
Der Block 2 hatte einen Druckwasserreaktor der dritten Generation (Vor-Konvoi-Anlage) und ging am 17. Dezember 1984 in Betrieb. Die nominelle elektrische Nettoleistung des KKP 1 betrug 890 MW, die des KKP 2 1402 MW. Das KKP wurde von der EnBW Kernkraft GmbH betrieben.
Im Jahre 2001 ließ der damalige Bundesumweltminister Jürgen Trittin im Zuge der Auswertung der meldepflichtigen Ereignisse 06/2001 und 07/2001 das KKP 2 Anfang Oktober vom Netz nehmen und stellte die Zuverlässigkeit des Betreibers in Frage. Nach personellen Konsequenzen und technischen und organisatorischen Änderungen ging die Anlage mit Zustimmung Trittins unter Auflagen im Dezember 2001 wieder in Betrieb.
Aufgrund der meldepflichtigen Ereignisse 06/2001 und 07/2001 wurde vom Bundesministerium für Umwelt, Naturschutz und Reaktorsicherheit auch die IAEO hinzugezogen. Nach einer mehrwöchigen Untersuchung urteilten Experten der IAEO, das KKP 2 sei, gemessen an internationalen Standards, eine sehr gute Anlage. Sie lobten die Motivation und Teamfähigkeit des Personals, die Sicherheitskultur, die Instandhaltung und das Alterungsmanagement sowie Ordnung und Sauberkeit in der Anlage. Verbesserungspotenziale wurden beim internationalen Erfahrungsaustausch, bei der Nutzung von Performance-Indikatoren und bei der Häufigkeit von Anlagenbegehungen durch Führungskräfte ausgemacht.
Eine Folgeuntersuchung 2006 bestätigte die Erstuntersuchung. Die Empfehlungen waren dabei nach Angabe der IAEO zu 70 Prozent umgesetzt.
Gemäß Atomausstiegsbeschluss von 2002 war die endgültige Abschaltung des KKP 1 für 2011/2012 vorgesehen, die des KKP 2 für 2016/2017. Nach der erneuten Novellierung des Atomgesetzes 2010 („Laufzeitverlängerung“) war die endgültige Abschaltung von KKP 1 für 2026 und von KKP 2 für 2032 vorgesehen.
KKP 1 wurde am Morgen des 17. März 2011 für das von der Bundesregierung (Kabinett Merkel II) beschlossene dreimonatige Atom-Moratorium heruntergefahren. Ende Mai 2011 beschlossen die Umweltminister der Länder und des Bundes, die sieben ältesten Kernreaktoren (darunter Philippsburg 1) und das Kernkraftwerk Krümmel endgültig abgeschaltet zu lassen. Am 30. Juni 2011 beschloss der Bundestag die Energiewende (siehe auch Atomausstieg): KKP 2 durfte gemäß Atomgesetz bis längstens 31. Dezember 2019 (entsprechend vereinbarter Reststrommenge) in Betrieb bleiben. An diesem Tag wurde die Anlage tatsächlich gegen 18:55 Uhr endgültig abgeschaltet.
Anfang Mai 2017 wurde mit dem Abriss von Block I begonnen. Der Abriss von Block II begann unmittelbar nach der Stilllegung im Januar 2020. Die Sprengung der beiden markanten Kühltürme erfolgte am 14. Mai 2020 um 06:05 Uhr. Aufgrund der Kontaktbeschränkungen und zur Vermeidung der Verbreitung des Coronavirus während der COVID-19-Pandemie in Deutschland sollte dieses ohne Publikum erfolgen. Daher wurde der genaue Termin nicht bekanntgegeben, sondern lediglich ein Zeitfenster von 48 Stunden zwischen dem 14. und dem 15. Mai 2020.
Der laufende Abriss umfasst eine Masse von 398.000 Tonnen. Auch nach dem Ende der Stromproduktion werden noch einige Jahre lang Brennelemente des AKWs weiter im Lagerbecken der Anlage gekühlt. Erst danach können sie in Castorbehälter umgeladen und zur Zwischenlagerung innerhalb des Geländes der Anlage verbracht werden. Dort lagern abgekühlte Brennelemente des AKWs für weitere Jahre.
Wo der hoch radioaktive Abfall endgelagert werden soll, bleibt unklar. Der Deutsche Bundestag setzte bereits im Jahre 2014 die Kommission Lagerung hoch radioaktiver Abfallstoffe ein, um einen Endlagerungsstandort zu finden. Deren Vorschläge und Handlungsempfehlungen flossen in das im Mai 2017 in Kraft getretene „Gesetz zur Fortentwicklung des Standortauswahlgesetzes“ mit ein. Ziel des Gesetzes sei nach Info der Bundesregierung 2019: eine „offene, wissenschaftsbasierte und transparente Suche eines Endlagerstandortes nach dem Prinzip der ‚weißen Landkarte‘“. Keine Region würde „von vornherein ausgeschlossen“. Dieses Verfahren sei bis zum Jahr 2031 plangerecht abzuschließen und ab 2050 soll der hoch radioaktive Müll am endgültigen Standort endgelagert werden.

## KKP 1

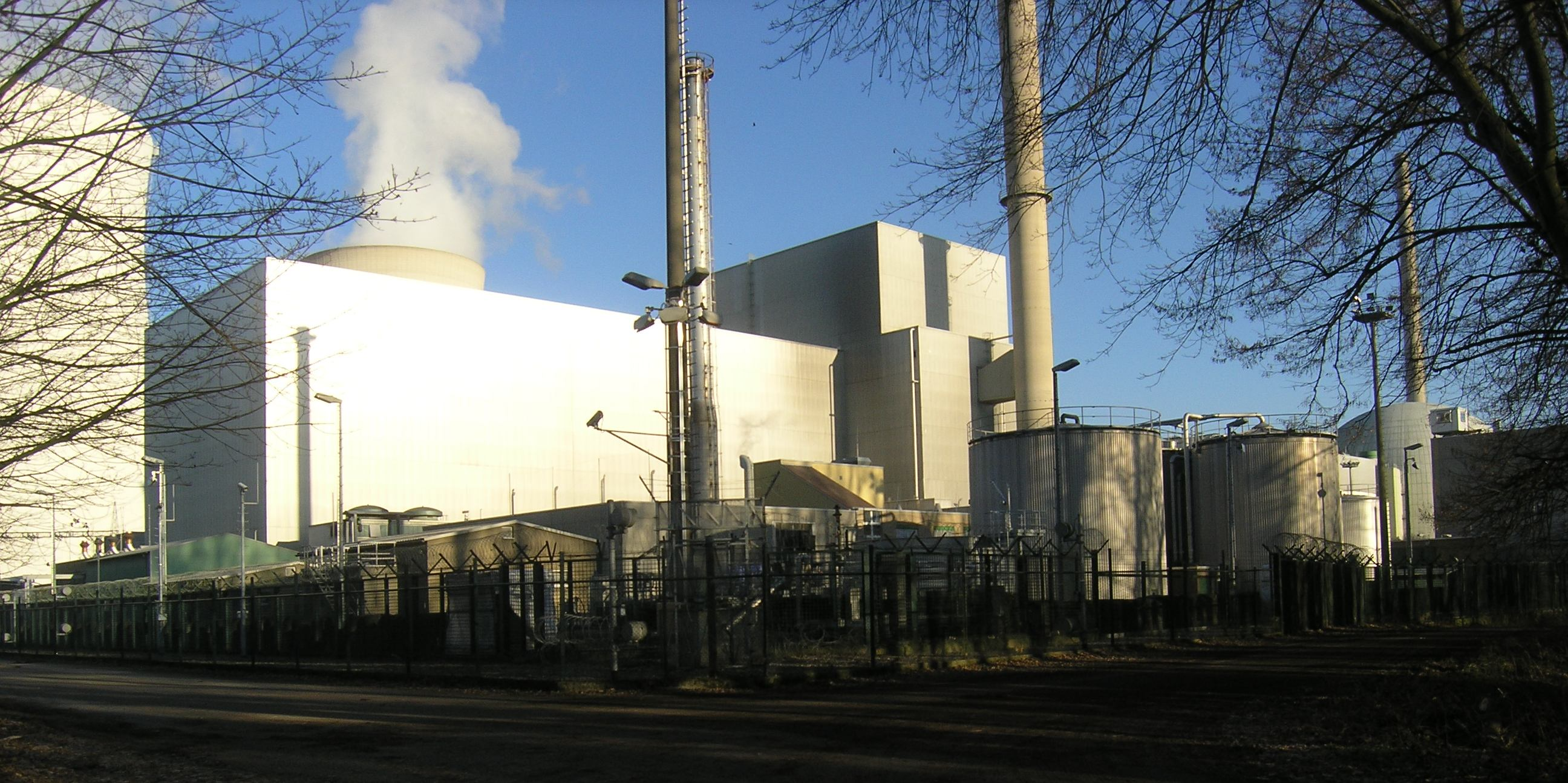
Links KKP 1 mit Maschinenhaus, rechts KKP 2

### Daten
Der Siedewasserreaktor in Block 1 enthielt 592 Brennelemente mit je 96 Brennstäben (die 102 Tonnen Uran enthielten) und 145 je 3,64 Meter lange Steuerstäbe. Diese Stäbe hatten eine Einfahrzeit von 120 Sekunden und eine Schnelleinfahrzeit von 2,6 Sekunden. Der Reaktor hatte unter Volllast eine thermische Leistung von 2575 Megawatt und eine elektrische Nettoleistung von 890 Megawatt, was einem Nettowirkungsgrad von 34,5 % entspricht. Im Reaktordruckbehälter wälzten neun Zwangsumwälzpumpen (ZUP) maximal 14,3 Kubikmeter Wasser pro Sekunde um, das als Dampf-Wasser-Gemisch aus dem Kern austrat. Der Hochdruckteil der Dampfturbine wurde mit 1,38 Tonnen pro Sekunde gesättigten Dampfes (Temperatur 287 °C, Druck 6,9 MPa) gespeist. Der Dampf verließ den Hochdruckteil der Turbine mit 1,03 MPa und 185 °C, wurde über je zwei Wasserabscheider geleitet, in Zwischen-Überhitzern mittels 0,11 Tonnen pro Sekunde Anzapfdampf im Gegenstromprinzip getrocknet und um rund 50 °C überhitzt. Danach speiste der Dampf zwei Niederdruckturbinen, ehe er in je einem Kondensator durch Kühlung mit Rheinwasser niedergeschlagen und als Kondensat in den Kreislauf zurückgeführt wurde. Die Anlage hatte einen 152 Meter hohen Naturzug-Nasskühlturm, der im Ablauf- oder im Rückkühlbetrieb einsetzbar war. (siehe Kühlung durch Trocknung und Verdunstung)

### Geschichte
Der Bauantrag für KKP 1 wurde im Oktober 1969 gestellt; bereits ein Jahr später, nach Erteilung der ersten Teilerrichtungsgenehmigung am 9. Oktober 1970, begann man mit dem Bau. Nach der Fertigstellung im Jahr 1979 lief die Anlage fast ein Jahr im Probebetrieb und wurde am 18. Februar 1980 bei 100 Prozent Leistung übernommen. 2011 wurde KKP 1 im Zuge des Moratoriums zum Atomausstieg des Bundeskabinetts Merkel II nach 32 Betriebsjahren endgültig stillgelegt. Im April 2017 wurde der Rückbau genehmigt.

## KKP 2

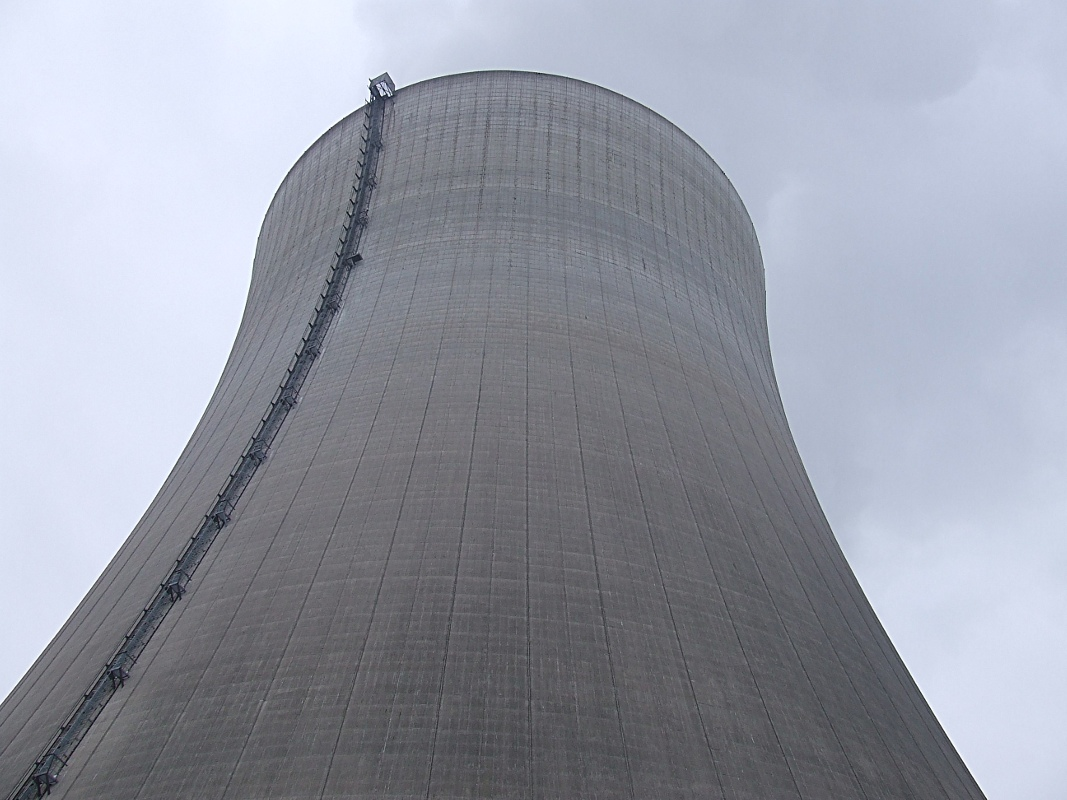
Kühlturm KKP 2 (im Mai 2020 gesprengt)

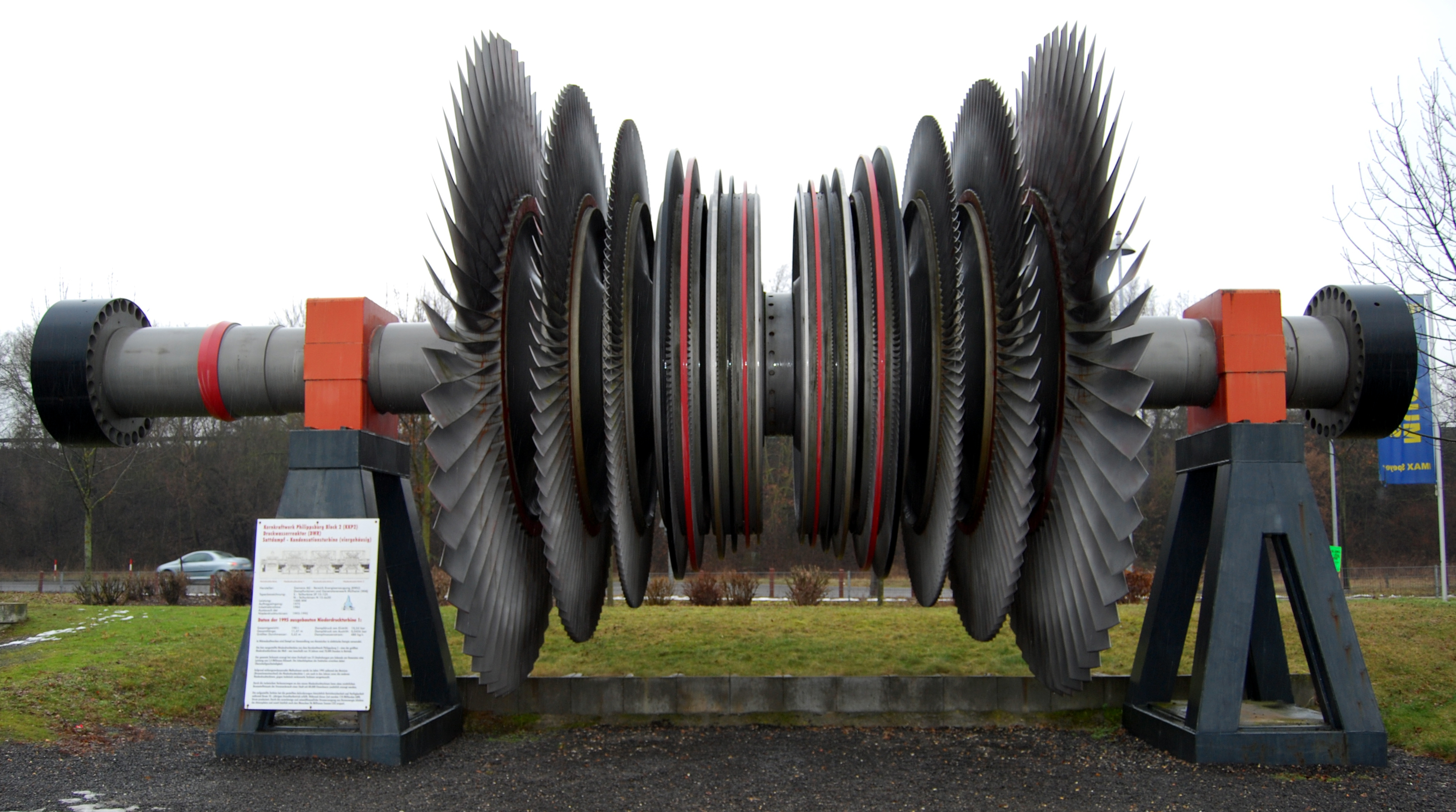
Eine Niederdruckturbine von KKP 2, eingesetzt 1984, ausgebaut 1995, ausgestellt im Technik-Museum Speyer

### Daten
Der Druckwasserreaktor in Block 2 enthielt 193 Brennelemente (das entspricht rund 103 Tonnen Uran) und 61 Steuerstäbe (Länge 3,72 Meter, Einfahrzeit 375 Sekunden, Schnellabschaltzeit 1,7 Sekunden). Im Primärkreislauf des Reaktors wälzten vier Kühlmittelpumpen etwa 68.000 Tonnen Wasser pro Stunde um. Das Wasser trat mit einer Temperatur von 326 Grad Celsius und einem Druck von 158 bar in vier Dampferzeuger ein, wo in je 4000 U-Rohren der Speisedampf des Sekundärkreislaufs erzeugt wurden. Der Speisedampf trieb mit rund 65 bar die Turbine mit einer Nennleistung von 1468 Megawatt, nach Abzug des Eigenverbrauchs blieb eine elektrische Nettoleistung von 1402 Megawatt (Nettowirkungsgrad 35,3 Prozent; thermische Reaktorleistung von 3950 Megawatt). Die Anlage war mit einem Naturzug-Nasskühlturm (Höhe 153,5 Meter) ausgestattet, der im Ablaufbetrieb oder im Rückkühlbetrieb einsetzbar war. Der Basisdurchmesser des Kühlturms betrug 123,5 Meter und der Wasserdurchsatz im Kühlturm konnte bis zu 140.500 Kubikmeter pro Stunde unter Volllast erreichen. Die Anlage speiste den erzeugten Strom auf der 380-kV-Hochspannungsebene in das Stromnetz des Übertragungsnetzbetreibers Transnet BW ein.

### Geschichte
Der Bauantrag für KKP 2 wurde im Juni 1975 beim damaligen Ministerium für Wirtschaft, Mittelstand und Verkehr in Stuttgart gestellt, Baubeginn war am 20. Juli 1977. Aus politischen Gründen wurde der Block nicht wie ursprünglich vorgesehen als Siedewasserreaktor, sondern als Druckwasserreaktor der Vor-Konvoi-Generation ausgeführt. Nach der Fertigstellung des Rohbaus Ende 1981 wurden bis Ende 1983 die technischen Komponenten eingebaut. Der Warmprobebetrieb mit Brennelementen begann im Oktober 1984; angefahren wurde der Reaktor erstmals am 13. Dezember 1984. Am 17. Dezember 1984 wurde der Generator erstmals mit dem Netz synchronisiert; am 6. Februar 1985 lief KKP erstmals unter Volllast. Der im Vertrag vorgesehene vierwöchige Probebetrieb bei voller Leistung endete am 13. April 1985; am 17. April 1985 wurde die Anlage vom Hersteller an den Betreiber übergeben.
Da in der Zwischenzeit der Bau des Kernkraftwerks Wyhl unterbrochen (und später ganz gestoppt) wurde, wurden die für Wyhl-1 bereits bestellten und produzierten Großkomponenten (unter anderem das Reaktordruckgefäß und Dampferzeuger) für KKP 2 verwendet. Dies war ohne Probleme möglich, da dieser Block nahezu zeichnungs- und baugleich mit dem geplanten Block 1 in Wyhl war. KKP 2 wurde auf den damaligen sicherheitstechnisch neuesten Stand gebracht.
KKP 2 wurde am 31. Dezember 2019 um 18.55 Uhr erfolgreich abgeschaltet und vom Netz genommen. Die EnBW erfüllte somit eine Vorgabe des Atomgesetzes fristgerecht.
Zum Zeitpunkt der Abschaltung deckte der Block 13 Prozent des baden-württembergischen Strombedarfs ab. Laut Umweltminister Franz Untersteller sollte die Lücke durch Stromimport, Erzeugung durch erneuerbare Energien und Netzausbau gedeckt werden.

## Betriebsstörungen und Störfälle

### Meldepflichtiges Ereignis 06/2001: Zu geringe Borsäurekonzentration in den Flutbehältern
Am 25. August 2001 stellte man in einem von vier Behältern des Not- und Nachkühlsystems des am 12. August 2001 nach der Jahresrevision wieder hochgefahrenen Druckwasserreaktors eine Unterschreitung der vorgeschriebenen Konzentration an Borsäure fest. Obwohl man hätte unterstellen können, dass auch in den drei anderen Tanks eine unzureichende Borsäurekonzentration vorliegt, wurden diese nicht geprüft. Erst am Montag, dem 27. August, als der Vorfall der Atomaufsichtsbehörde gemeldet wurde, stellte man fest, dass auch in zwei weiteren Tanks die Borsäurekonzentration unter den vorgeschriebenen 2200 ppm lag. Das Betriebshandbuch der Anlage wies für diesen Fall eine Anweisung zum Herunterfahren der Anlage auf, wenn mehr als 3 Sicherheitsteileinrichtungen gestört sind, zwischenzeitlich war jedoch der eine Behälter wieder aufboriert, der Betreiber nahm die Anlage deshalb nicht vom Netz. Hätte man am 25. August die Unterborierung festgestellt, hätte man die Anlage sofort vom Netz nehmen müssen. Nach der Meldung des Ereignisses an die Aufsichtsbehörde wurde der Kraftwerksblock „bis zur Klärung der Ursache für diesen sicherheitsrelevanten Fehler“ auf Drängen des damaligen Umweltministers Trittin vom Netz genommen. Das Ereignis wurde vom Betreiber als Stufe 0 der INES-Skala behandelt. Später wurde es vom INES-Officer als INES 2 bewertet. Um solch sicherheitsrelevante Fehler, die auf menschliches Versagen zurückzuführen waren, zukünftig zu verhindern, wurden umfangreiche Verbesserungen vorgenommen, unter anderem das Betriebshandbuch weiter präzisiert und ein Sicherheitsmanagementsystem eingeführt. Umfangreiche Nachprüfungen ergaben, dass von dem Ereignis keine Gefährdung der Öffentlichkeit ausging, weil selbst mit dem geringeren Borgehalt eine ausreichende Notkühlung möglich war, selbst dann, wenn zwei Teilsysteme ausgefallen wären. Dies war jedoch zum Zeitpunkt des Ereignisses nicht bekannt.

### Meldepflichtiges Ereignis 07/2001: Zu niedrige Füllstände in den Flutbehältern
Im Rahmen der Prüfungen des Ereignisses 06/2001 wurde festgestellt, dass über Jahre hinweg nach Revisionen und anderen Abschaltungen der Reaktor unterkritisch heiß gefahren wurde, ohne dass alle Flutbehälter des Not- und Nachkühlsystems den notwendigen Füllstand hatten, sodass während des Hochfahrens im unterkritischen Zustand keine dem Betriebshandbuch entsprechende Notkühlung gegeben war. Dies stellt einen groben Verstoß gegen die Sicherheitsbestimmungen dar, der bereits bei den Revisionen der Vorjahre Usus und auch Praxis in anderen Anlagen war. In der Folge der Untersuchungen musste das Betriebshandbuch präzisiert werden. Ebenso wie beim Ereignis vom Juni 2001 wurde auch dieses Ereignis vom Betreiber mit der Stufe N (Normalmeldung) gemeldet. Diese Meldung als Ereignis der Stufe N war vorschriftswidrig. Korrekt wäre die Stufe S (Sofortmeldung) gewesen.:S. 22 Ein INES-Officer bewertete das Ereignis als Stufe 2. Diese Diskrepanz zog einen parlamentarischen Untersuchungsausschuss nach sich. Umfangreiche Nachprüfungen ergaben, dass von dem Ereignis keine Gefährdung der Öffentlichkeit ausgegangen war, weil auch mit dem geringeren Füllstand eine ausreichende Notkühlung möglich war, selbst dann, wenn zwei Teilsysteme ausgefallen wären. Dies war zum Zeitpunkt des Ereignisses aber nicht bekannt.

### Weitere Zwischenfälle

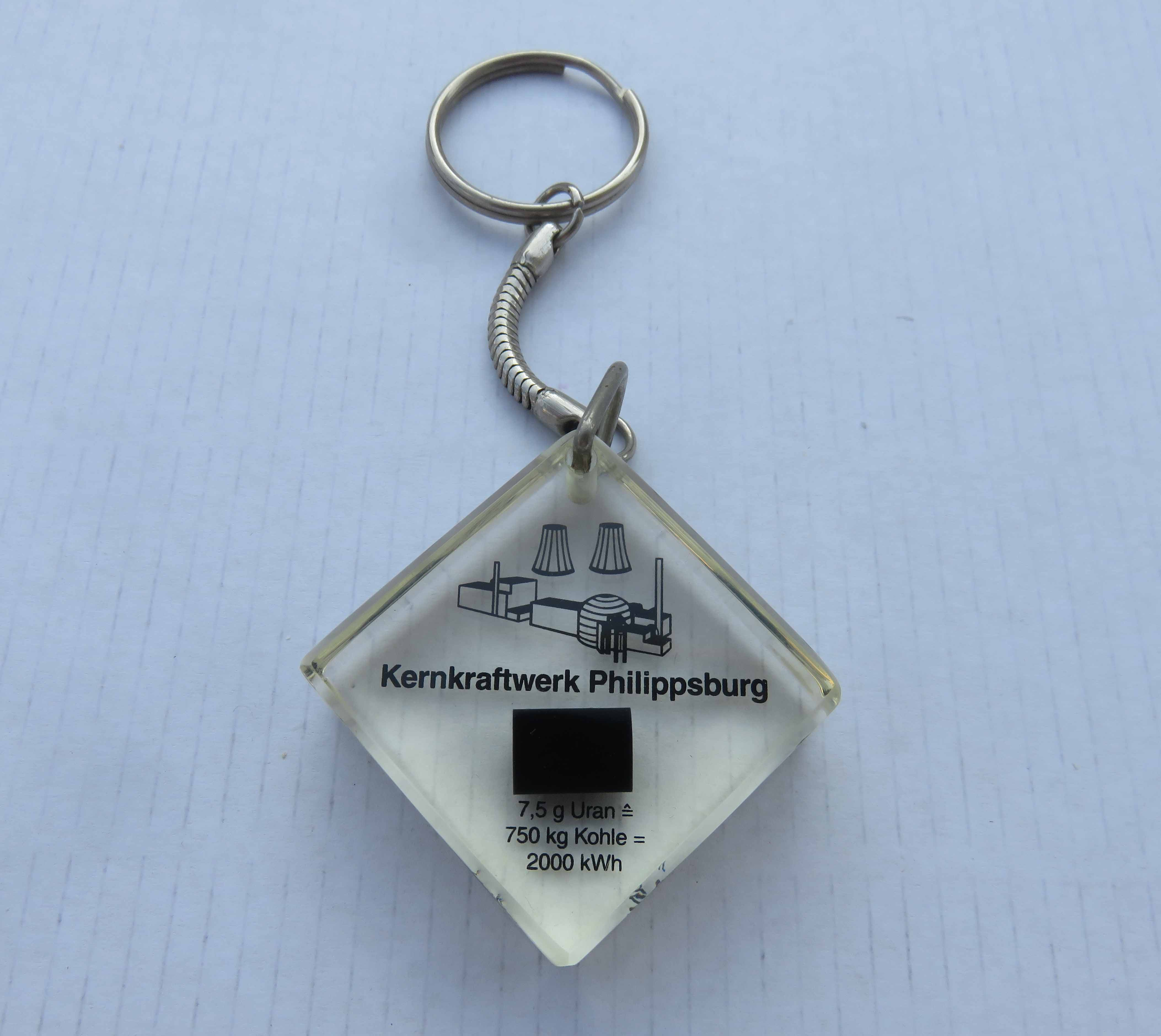
Schlüsselanhänger für Besucher einer Werksbesichtigung (März 2000)

- In Block 1 führten Lecks in etwa 20 Brennelementen am 1. Juli 1983 zu erhöhter Radioaktivität im Kühlwasser. Außerdem gelangte radioaktives Iod-131 in die Umwelt.[30]
- Am 24. September 2002 kam es zu einer Kontamination innerhalb des Überwachungsbereichs (KKP 1).[31]
- Am 25. April 2004 kam es zur Freisetzung von kontaminiertem Wasser in die Umgebung (KKP 1).[31]
- Am 28. Dezember 2005 kam es in KKP 2 zu einer TUSA (Turbinenschnellabschaltung) aufgrund der Überfüllung des Generator-Primärwasserbehälters.[32]
- Im März 2006 verschwand ein Schlüsselbund, der unter anderem Schlüssel zu den Sicherheitsredundanzen von Block 1 enthielt, spurlos, woraufhin die Staatsanwaltschaft eingeschaltet wurde. Einige hundert betreffende Schließzylinder wurden ausgetauscht.[33] Ob die Schlüssel entwendet oder verlegt wurden, konnte bis heute nicht festgestellt werden. Die Landesregierung erachtete den Vorfall für nicht meldepflichtig im Sinne der atomrechtlichen Meldeverordnung (AtSMV), deren entsprechende Änderung aber nach einer Auffassung aus der Landtagsopposition erforderlich wäre.[34]
- Vom 18. bis zum 22. November 2006 musste der Block 2 heruntergefahren werden aufgrund einer Leckage im Primärwassersammelrohr (Teil der Generatorkühlung).[35]
- Am 7. Mai 2007 kam es in Block 1 zu einem weiteren meldepflichtigen Ereignis: Das Schließen zweier Kleinarmaturen an der Personenschleuse des Sicherheitsbehälters wurde beim Anfahren vergessen und es trat beim Inertisieren Stickstoff aus. Dieses Ereignis wurde der Kategorie E (Eilmeldung) INES 1 zugeordnet.[36]
- Zu einem Wasserverlust von 280.000 Litern aus dem Brennelementbecken (BE-Becken) kam es am 17. Juni 2010; es fehlten nur noch sechs Zentimeter, bis ein Strang des BE-Beckenkühlsystems ausgefallen wäre. Dies wurde der Aufsichtsbehörde nicht gemäß AtSMV gemeldet. Der Umstand wurde durch einen Insider am 15. März 2011 bekannt gegeben.[37] Eine Meldepflicht nach AtSMV ist bis heute umstritten.
- Am 12. November 2011 wurde Philippsburg 2 für Reparaturarbeiten an einer defekten Dichtung abgeschaltet.[38]
- Im April 2016 wurde bekannt, dass das baden-württembergische Umweltministerium EnBW nach der jährlichen Revision das Wiederanfahren von Philippsburg II untersagte. Grund für diese Anordnung war das Vortäuschen von acht Prüfungen an einem Störfallmonitor.[39][40]

## Sonstiges
Auf dem Gelände befindet sich ein Standortzwischenlager für abgebrannte Kernbrennelemente mit einer Schwermetallmasse von 1600 Tonnen. Es hat 152 Stellplätze für Castoren und ging 2007 in Betrieb. In das Zwischenlager sollten im Jahr 2019 noch fünf zusätzliche Castorbehälter mit radioaktivem Abfall aus La Hague eingelagert werden. Mit Stand April 2019 wurden dort bereits 62 Castorbehälter deponiert. Das Kernkraftwerk Philippsburg steht in Partnerschaft mit den Kernkraftwerken Tomari in Japan, Uljin in Südkorea und Chmelnyzkyj in der Ukraine.
Neben der Schaltanlage steht ein 120 Meter hoher, als freistehende Stahlfachwerkkonstruktion ausgeführter Richtfunkturm für den innerbetrieblichen Richtfunk der EnBW.
Am 23. Februar 2000 kletterten vierzig Aktivisten von Greenpeace auf einen der Kühltürme und entfalteten in etwa 150 Metern Höhe Transparente, nachdem sie um etwa 6 Uhr unbemerkt auf das äußere Kraftwerksgelände gelangt waren.

## Daten der Reaktorblöcke
Das Kernkraftwerk Philippsburg hatte insgesamt zwei Blöcke:
| Reaktorblock           | Reaktortyp         | Baulinie                     | Nettoleistung | Bruttoleistung | Baubeginn    | Netzsynchronisation | Kommerzieller Betrieb | Abschaltung   |
| ---------------------- | ------------------ | ---------------------------- | ------------- | -------------- | ------------ | ------------------- | --------------------- | ------------- |
| Philippsburg-1 (KKP 1) | Siedewasserreaktor | SWR-69                       | 890 MW        | 926 MW         | 1. Okt. 1970 | 5. Mai 1979         | 26. März 1980         | 17. März 2011 |
| Philippsburg-2 (KKP 2) | Druckwasserreaktor | KWU-Baulinie-'3 (Vor-Konvoi) | 1.402 MW      | 1.468 MW       | 7. Juli 1977 | 17. Dez. 1984       | 18. Apr. 1985         | 31. Dez. 2019 |

Panoramen
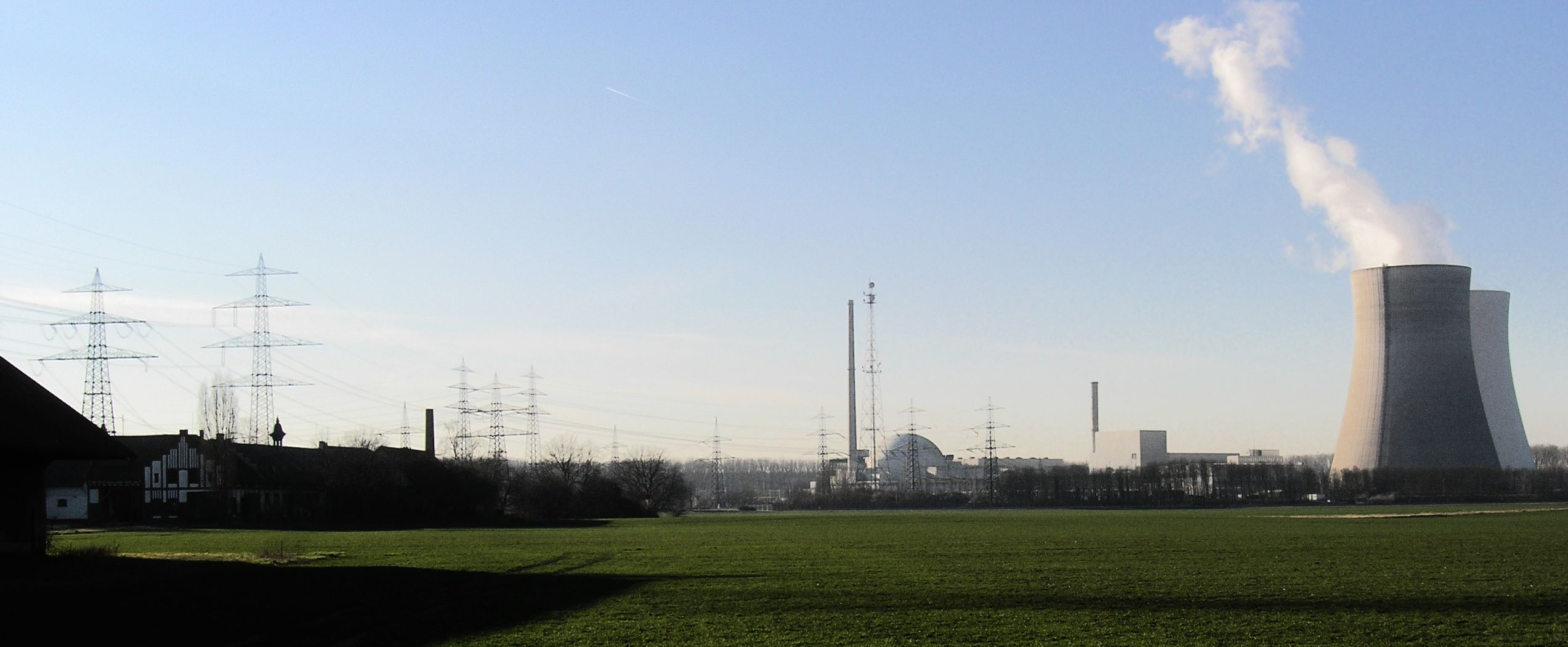
Mit dem Mittelhof
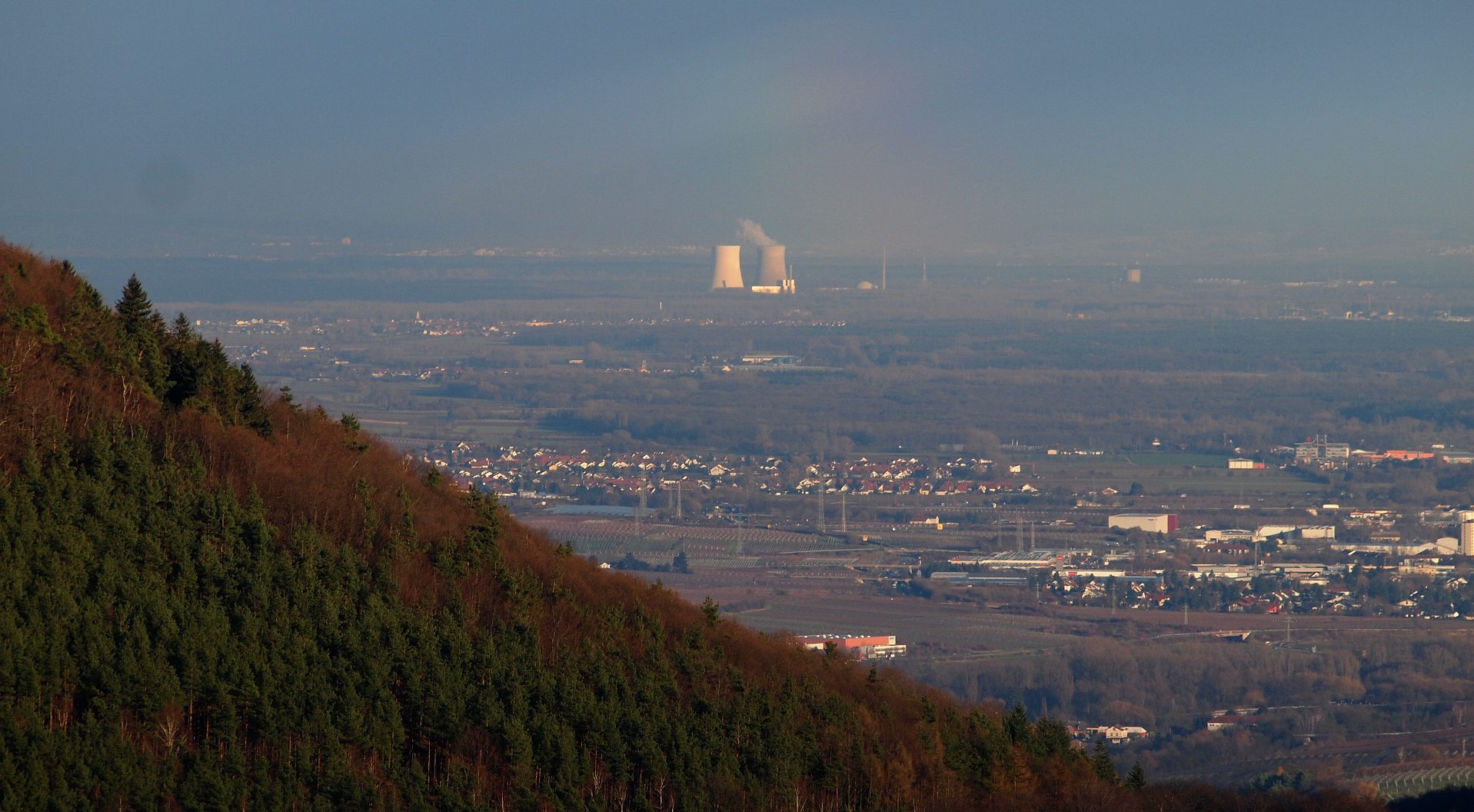
Vom Pfälzerwald
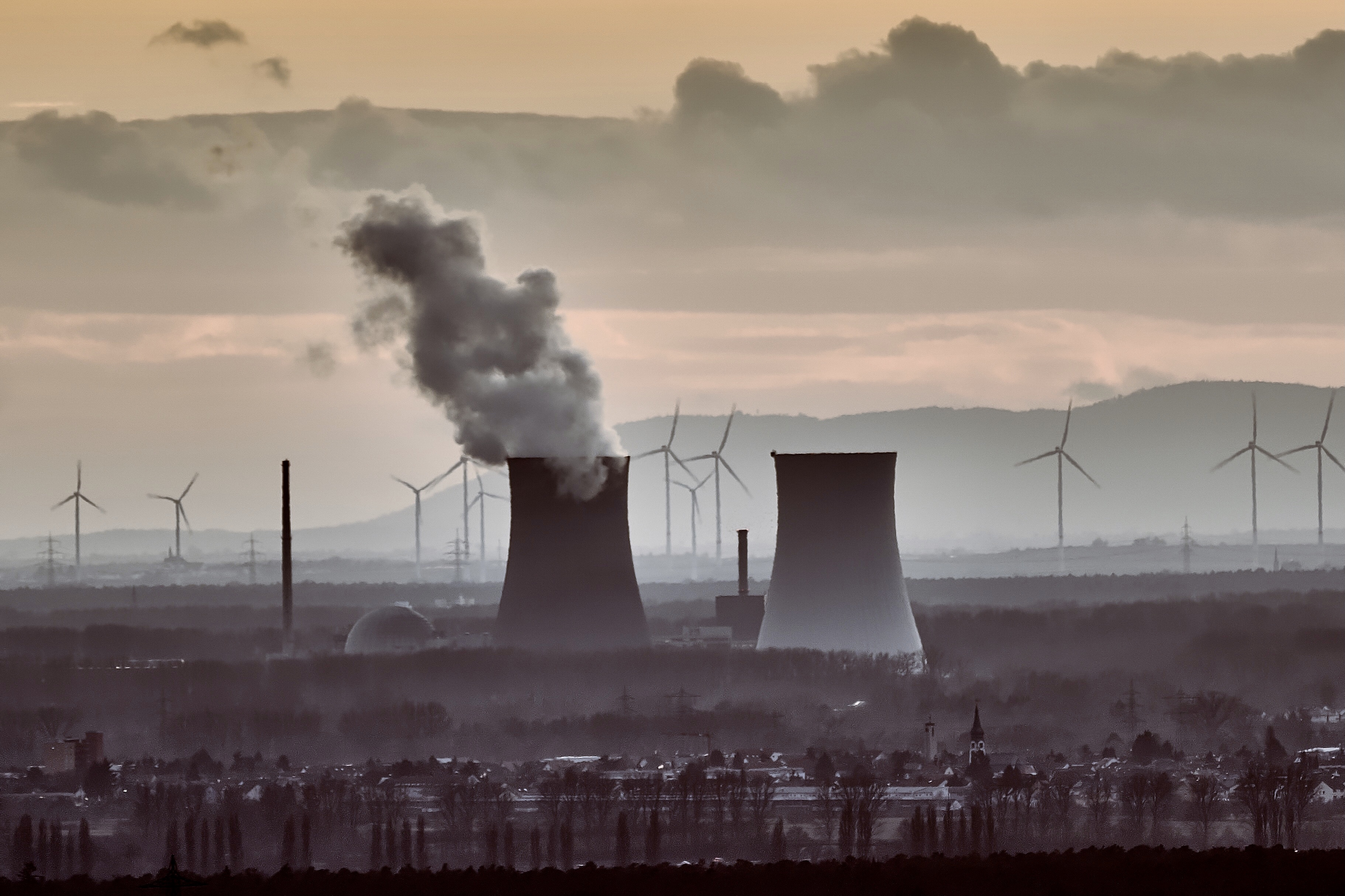
Größenvergleich der Kühltürme zu den Kirchen davor aus Heidelberg gesehen